# Rally Caja Cantabria de 1992
El Rally Caja Cantabria de 1992, oficialmente 14.º Rally Caja Cantabria, fue la decimocuarta edición y la tercera cita de la temporada 1992 del Campeonato de España de Rally. Se celebró del 4 al 5 de mayo y contó con un itinerario de veinte tramos que sumaban un total de 202 km cronometrados.

## Itinerario
| Día   | Tramo | Nombre         | Distancia |
| ----- | ----- | -------------- | --------- |
| Día 1 | TC1   | Alisas         | 11.45 km  |
| Día 1 | TC2   | Limpias-Liendo | 9.00 km   |
| Día 1 | TC3   | Ontón-Ontañes  | 5.60 km   |
| Día 1 | TC4   | Samano-Ampuero | 25.60 km  |
| Día 1 | TC5   | Padiérnaga     | 6.75 km   |
| Día 1 | TC6   | Secadura-Nates | 7.10 km   |
| Día 1 | TC7   | Llueva         | 5.90 km   |
| Día 1 | TC8   | Limpias-Liendo | 9.00 km   |
| Día 1 | TC9   | Ontón-Ontañes  | 5.60 km   |
| Día 1 | TC10  | Samano-Ampuero | 25.60 km  |
| Día 1 | TC11  | Padiérnaga     | 6.75 km   |
| Día 1 | TC12  | Secadura-Nates | 7.10 km   |
| Día 1 | TC13  | Llueva         | 5.90 km   |
| Día 1 | TC14  | Alisas         | 11.45 km  |
| Día 1 | TC15  | Limpias-Liendo | 9.00 km   |
| Día 1 | TC16  | Ontón-Ontañes  | 5.60 km   |
| Día 1 | TC17  | Samano-Ampuero | 25.60 km  |
| Día 1 | TC18  | Padiérnaga     | 6.75 km   |
| Día 1 | TC19  | Secadura-Nates | 7.10 km   |
| Día 1 | TC20  | Llueva         | 5.90 km   |

## Clasificación final
| Pos. | Piloto                | Copiloto            | Automóvil                      | Tiempo    | Diferencia |
| ---- | --------------------- | ------------------- | ------------------------------ | --------- | ---------- |
| 1.   | Luis Monzón           | Gaspar León         | Lancia Delta Integrale 16V     | 2:09:52.0 | 0.0        |
| 2.   | Jesús Puras           | José Arrarte        | Lancia Delta Integrale 16V     | 2:10:34.0 | +42.0      |
| 3.   | Juan Carlos Otamendi  | Manuel A. Colado    | Ford Sierra RS Cosworth 4-door | 2:19:15.0 | +9:23.0    |
| 4.   | Iñigo Lilly           | Mario Saguillo      | Opel Corsa A GSi               | 2:19:39.0 | +9:47.0    |
| 5.   | David Guixeras        | Josep María Falcó   | Peugeot 309 GTI                | 2:23:31.0 | +13:39.0   |
| 6.   | Miguel Martínez-Conde | Laureano Canales    | Renault Clio 16V               | 2:23:48.0 | +13:56.0   |
| 7.   | Capi Saiz             | Carlos del Barrio   | Peugeot 309 GTI                | 2:24:55.0 | +15:03.0   |
| 8.   | Jesús Santamaría      | J. Monte            | Ford Sierra RS Cosworth        | 2:27:07.0 | +17:15.0   |
| 9.   | Javier Ciprés         | Sacha Blanco        | Renault Clio 16V               | 2:27:32.0 | +17:40.0   |
| 10.  | Alfonso Loza          | José Andrés Lorenzo | Renault Clio 16V               | 2:27:51.0 | +17:59.0   |